# De grappen van Lambik 1 (oude reeks)
De grappen van Lambik 1 van de oude reeks is de eerste bundeling van de gagserie van Lambik.
De grappen voor dit album werden verzonnen in de periode 1954-1955, en verschenen voor het eerste in het weekblad De bond.
Het album werd in 1955 ongekleurd uitgegeven met een witte achtergrond met groen als ondersteuningskleur op de titelpagina.  Een tweede druk verscheen in 1958, met op de titelpagina een rode achtergrond en een blauwe ondersteuningskleur.